# Minka (actrice pornographique)
Erreur Lua dans Module:Infobox à la ligne 312 : attempt to concatenate a nil value.
Minka, nom de scène de Michelle Kim (née le 7 septembre 1970 à Séoul) est une actrice pornographique sud-coréenne faisant carrière aux États-Unis.

## Biographie
Au cours de sa vie en Corée, Minka est joueuse de tennis et devient professeure de tennis dans une base militaire américaine à Séoul. Elle émigre aux États-Unis en 1993 pour poursuivre une carrière de professeure de tennis professionnelle, mais comme elle ne parle pas assez bien anglais, elle n'obtient pas la licence nécessaire. Mais elle est invitée à participer en tant que joueuse aux "Asian Olympics" à Chicago. Elle remporte les médailles d'or dans les tournois de simple et de double féminins. Minka affirmera que c'est sa partenaire de double qui, regardant le corps de Minka pendant une douche commune, lui suggère de devenir mannequin nue.
Minka envoie ses photos à John Graham, un célèbre réalisateur de films pornographiques, en Angleterre. Après deux semaines, elle obtient ses billets et s'envole pour l'Europe pour rencontrer Graham. En Angleterre, Minka s'essaie au strip-tease lorsque John Graham contacte la société Universal Entertainment. Il lui fait faire ici sa première séance photo pour Score, un magazine érotique photo américain spécialisé dans les grosses poitrines, en octobre 1994.  De retour aux États-Unis, Minka reçoit des offres de clubs de strip-tease à travers le pays. Elle fait son premier film pornographique, Duke of Knockers 2 (1995).
Minka devient la vedette de nombreux films pornographiques et érotiques, mais aussi la productrice de ses propres films par son site Internet.
Elle réalise son augmentation mammaire grâce à l'implantation chirurgicale d'implants mammaires en polypropylène. Sur son site, Minka indique 54KK comme taille de bonnet de soutien-gorge, et sa poitrine mesure plus de 120 cm, chaque sein pèse environ 6,25 kg.
Après un certain temps, elle acquiert un certain niveau de renommée et apparaît dans des talk-shows conventionnels comme le Jerry Springer Show en 1997. Elle apparaît aussi dans la fédération de catch World Championship Wrestling sous le nom de Satin en 1999 et a un petit rôle d'infirmière dans le film de skate Destroying America en 2001.

## Récompenses
- 1998 : AVN Award pour la Meilleure vidéo aux gros seins de l'année